# Бакке, Мортен
Мо́ртен Ба́кке (норв. Morten Bakke; род. 16 декабря 1968[…], Сёр-Эурдал, Оппланн) — норвежский футболист и игрок сборной Норвегии по футболу. Выступал на позиции вратаря. В составе сборной принимал участие в чемпионате Европы 2000 в качестве третьего вратаря.

## Карьера

### Клубная
Мортен Бакке наиболее известен по выступлениям за норвежский клуб «Мольде», в котором футболист провёл 11 сезонов как игрок основного состава. С 1991 по 2001 годы Бакке сыграл за «Мольде» 260 матчей, три раза становился серебряным призёром чемпионат Норвегии (в 1995, 1998 и 1999). В 1994 году Бакке вместе с командой выиграл Кубок Норвегии, обыграв в финальном матче «Люн» со счётом 3:2. В 2001 году норвежский вратарь перешёл в «Волеренгу», где провёл 2 сезона. Позже он играл в клубах «Рёуфосс» и «Хёнефосс». В 2005 году Бакке завершил футбольную карьеру.

### В сборной
В феврале 2000 года Бакке дебютировал за сборную Норвегии в матче против Швеции. На чемпионате Европы 2000 он был третьим вратарём сборной, поэтому ни разу не выходил на поле. В 2001 году норвежский футболист второй раз вышел в составе Норвегии в товарищеском матче против Южной Кореи. Больше Бакке в сборную Норвегии не призывался.

## Статистика

### Выступления за клубы
| Сезон   | Клуб      | Лига                    | Матчи | Голы |
| ------- | --------- | ----------------------- | ----- | ---- |
| 1991    | Мольде    | Типпелига               | 22    | ?    |
| 1992    | Мольде    | Типпелига               | 22    | ?    |
| 1993    | Мольде    | Типпелига               | 22    | ?    |
| 1994    | Мольде    | Первый дивизион         | 22    | ?    |
| 1995    | Мольде    | Типпелига               | 26    | ?    |
| 1996    | Мольде    | Типпелига               | 25    | ?    |
| 1997    | Мольде    | Типпелига               | 26    | ?    |
| 1998    | Мольде    | Типпелига               | 26    | ?    |
| 1998/99 | Уимблдон  | Английская Премьер-лига | 0     | 0    |
| 1999    | Мольде    | Типпелига               | 26    | ?    |
| 2000    | Мольде    | Типпелига               | 26    | ?    |
| 2001    | Мольде    | Типпелига               | 17    | ?    |
| 2001    | Волеренга | Первый дивизион         | 18    | ?    |
| 2002    | Волеренга | Типпелига               | 19    | ?    |
| 2003    | Рёуфосс   | Первый дивизион         | 0     | 0    |
| 2004    | Рёуфосс   | Первый дивизион         | 8     | ?    |
| 2005    | Хёнефосс  | Первый дивизион         | ?     | ?    |

### Матчи Бакке за сборную Норвегии
| Матчи Бакке за сборную Норвегии | Матчи Бакке за сборную Норвегии | Матчи Бакке за сборную Норвегии | Матчи Бакке за сборную Норвегии | Матчи Бакке за сборную Норвегии | Матчи Бакке за сборную Норвегии     |
| ------------------------------- | ------------------------------- | ------------------------------- | ------------------------------- | ------------------------------- | ----------------------------------- |
| №                               | Дата                            | Соперник                        | Счёт                            | Пропущено голов                 | Соревнование                        |
| 1                               | 4 февраля 2000                  | Швеция                          | 1:1                             | 1                               | Чемпионат Северной Европы 2000—2001 |
| 2                               | 24 января 2001                  | Республика Корея                | 3:2                             | 2                               | Товарищеский матч                   |

Итого: 2 матча / пропущено 3 гола; 1 победа, 1 ничья, 0 поражений.